# Łyżwiarstwo figurowe na Zimowych Igrzyskach Olimpijskich Młodzieży 2012 – pary sportowe
Łyżwiarstwo figurowe na Zimowych Igrzyskach Olimpijskich Młodzieży 2012 – pary sprotowe – rywalizacja w jednej z konkurencji łyżwiarstwa figurowego – parach sportowych rozgrywanej na Zimowych Igrzyskach Olimpijskich Młodzieży 2012 odbyła się 14 i 16 stycznia 2012 w Olympiahalle w Innsbrucku.

## Wyniki
| Poz. | Zawodnicy                               | Reprezentacja     | Nota łączna | SP | SP    | FS | FS     |
| ---- | --------------------------------------- | ----------------- | ----------- | -- | ----- | -- | ------ |
| 01 ! | Yu Xiaoyu / Jin Yang                    | Chiny             | 153,82      | 1  | 51,79 | 1  | 102,03 |
| 02 ! | Lina Fiodorowa / Maksim Miroszkin       | Rosja             | 134,19      | 2  | 49,32 | 2  | 84,87  |
| 03 ! | Anastasija Dolidzie / Wadim Iwanow      | Rosja             | 112,72      | 3  | 38,75 | 3  | 73,97  |
| 4    | Caitlin Belt / Michael Johnson          | Stany Zjednoczone | 109,61      | 4  | 38,65 | 4  | 70,96  |
| 5    | Jelizawieta Usmancewa / Władisław Lysoy | Ukraina           | 95,35       | 5  | 34,81 | 5  | 60,54  |